# Taurotragus
Taurotragus, és un gènere d'antílops de la sabana africana, conté dues espècies. Els taurotragus són els antílops més grans de l'Àfrica.
Els mascles pesen de 600 a 800 kg i en rares ocasions arriben a fer una tona; les femelles pesen de 400 a 600 kg.
La carn dels taurotragus té més proteïna que la dels toros i menys greix, la llet és molt alta en calci. Per aquestes raons al zoològic Askaniya-Nova d'Ucraïna s'ha fet una selecció d'aquests animals per a millorar-ne la seva aptitud càrnia i làctica, encara que sense gaire èxit. El Taurotragus oryx és un animal de la ramaderia de determinades parts d'Àfrica on està ben adaptat a les condicions locals.